# Station Morochów
Station Morochów is een spoorwegstation in de Poolse plaats Morochów.